# Direito a ser esquecido
O direito a ser esquecido (em inglês, right to be forgotten) foi uma lei sancionada pela corte da União Europeia em 13 de maio de 2014. Links para informações "irrelevantes" ou "desatualizadas" (assim consideradas pelo tribunal) são passíveis de serem apagadas. Mais especificamente, o Tribunal de Justiça da União Europeia (TJUE) determinou que a decisão aplica-se a informações "inadequadas, não pertinentes ou já não pertinentes ou excessivas em relação ao objetivo pelo qual foram processadas, tendo em conta o tempo decorrido". A gigante Google foi obrigada a prover este serviço aos cidadãos da União Europeia quando solicitado. Vários desses links incluem artigos da Wikipédia, da BBC e do The Guardian.

## Principais consequências
A Google anunciou que irá verificar caso a caso e tentará balancear "o direito de privacidade individual com o direito do público de ter acesso à informação". A empresa continuou afirmando que quando “o resultado incluir informação desatualizada sobre um indivíduo”, será feita uma avaliação, “sobre o interesse público sobre aquela informação”, antes de ser tomada uma decisão final.
Seguindo a mesma linha, a Microsoft também implementou na sua ferramenta de pesquisa na internet, o Bing, o "direito de ser esquecido" e remover links dos resultados da busca. A Microsoft não só tenta verificar se o requerente é de fato europeu, mas pede também dados sobre a ocupação do reclamante, se ele é uma pessoa pública ou se ocupa uma posição de liderança na sua comunidade.
Um dos marcos dessa lei foi o caso de um cidadão espanhol que recorreu à Justiça para que resultados de buscas pelo seu nome referentes à venda de uma casa para pagar dívidas há vários anos fossem apagados.

## Controvérsias
A Google disse ter ficado surpresa com a decisão, que difere drasticamente da opinião do advogado-geral. "Esta é uma decisão decepcionante para mecanismos de busca e editores online em geral", declarou a empresa num comunicado. "Agora precisamos ter tempo para analisar as implicações".
A Google informou que recebeu mais de 12.000 solicitações de usuários europeus que desejam excluir os seus nomes no serviço de buscas da companhia americana, um dia após disponibilizar um formulário online que cumpre uma decisão do Tribunal de Justiça da União Europeia, anunciada no início de maio, que garante o “direito de ser esquecido” na internet.
Considerando que esta decisão vai se tornar um "grande desafio à liberdade de imprensa", o The Guardian explica que a Google não justificou o porquê de barrar o acesso a estas notícias; e que não há margem para apelar contra esta decisão tomada em maio pelo Tribunal de Justiça Europeu. Martin Clarke, editor do Daily Mail, considerou que a decisão da Google é semelhante a um “regime de censura”. Clarke garantiu que o MailOnline, o site do Daily Mail, irá publicar e atualizar uma lista com todos os artigos que ficaram indisponíveis através do motor de busca, “para que as pessoas possam perceber o que está a ser apagado”. Esta decisão “é o equivalente a entrar numa biblioteca e queimar os livros de que não gosto”, acrescentou.

## História
O direito de ser esquecido é um novo direito introduzido pela Draft Proposal for a General Data Protection Regulation de 2012, que têm sido largamente discutida. Críticos discordam da necessidade de tal lei e afirmam que isso é um grande retrocesso na liberdade de expressão. Viviane Reding, ex-comissionária e atualmente vice-presidente da Comissão Europeia, descreve essa lei como uma modesta expansão da lei de privacidade já existente. Com a decisão de 13 de maio de 2014 no caso C-131/12, essa visão foi confirmada; e através da diretiva 95/46/EEC, o direito de ser esquecido foi instituído na Internet.